# Carlos Andrés Pérez
Carlos Andrés Pérez Rodríguez GColSE (Rubio, 27 de outubro de 1922 — Miami, 25 de dezembro de 2010) foi um político venezuelano que por duas ocasiões governou o seu país: de 1974 a 1979 e de 1989 a 1993.

## Biografia
Desde muito jovem mostrou aspirações políticas e filiou-se à Acción Democrática (AD), o partido social-democrata venezuelano, fundado e liderado por Rómulo Betancourt. Quando este chegou ao poder, mediante um golpe de estado, em 1945, o jovem Pérez tornou-se seu secretário particular, enquanto ainda estudava Direito na faculdade. Quando o presidente Rómulo Gallegos, também membro da AD, foi deposto por um golpe militar, em 1948, Pérez foi preso. Nos dez anos seguintes sua vida dividiu-se entre a prisão, o exílio e a clandestinidade.
A democracia voltou à Venezuela em 1958, com a queda do ditador Marcos Pérez Jiménez e Rómulo Betancourt tornou-se novamente presidente da Venezuela no final daquele ano, desta vez sendo eleito pelo voto popular. Durante o governo Betancourt (1959-1964), Carlos Andrés Pérez foi seu Ministro de Relações Interiores. Sua gestão caracterizou-se pela polêmica repressão aos grupos guerrilheiros comunistas, que, com apoio cubano, visavam derrubar a jovem democracia. A repressão encabeçada pelo ministro Pérez foi dura, fato pelo qual o ex-presidente Hugo Chávez criticava-o duramente, entre outras coisas, por isto.
Em 1969, Pérez torna-se secretário-geral da Acción Democrática, liderando o partido. Nesta condição, foi postulado candidato da AD às eleições presidenciais venezuelanas de 1973, nas quais, após uma campanha inovadora e dinâmica para a época, cujo lema era "democracia con energía", sagrou-se eleito, derrotando seu principal oponente, Lorenzo Fernández.

## Primeiro governo (1974-1979)
Foto como presidente no seu primeiro mandato em 1974
Em seu primeiro mandato como presidente da Venezuela, Pérez nacionalizou a indústria do ferro e a indústria petrolífera, mantendo um perfil esquerdista ao longo de seu mandato, com manifestações de solidariedade ao Panamá (em sua reivindicação pela Zona do Canal do Panamá, então sob controle dos Estados Unidos), com a Bolívia (em sua reivindicação de uma saída para o mar) e mantendo fortes laços com lideranças da esquerda europeia e latino-americana, especialmente Felipe González. Em 1976, a Internacional Socialista celebrou um congresso em Caracas e a nela AD ingressou. No entanto, o governo de Pérez, apesar de popular, ficou manchado por escândalos de corrupção. Nestas condições, nas eleições presidenciais de 1978, Pérez não logrou eleger seu sucessor, sendo substituído na presidência da Venezuela por Luis Herrera Campins.
A 1 de Junho de 1977 foi agraciado com o Grande-Colar da Ordem Militar de Sant'Iago da Espada de Portugal.

## Período fora do governo e reeleição
A constituição venezuelana da época (1961)  não permitia a reeleição imediata. O presidente deveria esperar que se transcorressem dois mandatos consecutivos após sua saída do cargo, para que pudesse voltar a postular a presidência da república. Assim fez Carlos Andrés Pérez, que concorreu às eleições presidenciais de 1988, sendo novamente eleito, desta vez derrotando seu principal oponente, Eduardo Fernández.

## Segundo governo (1989-1993)
Foto de Carlos Andrés no seu segundo mandato em 1989
Surpreendentemente, no seu segundo governo, Carlos Andrés Pérez deu uma guinada ideológica radical: do esquerdismo dos anos 1970 ele, com poucos dias de mandato, em fevereiro de 1989, baixou um plano de austeridade fiscal que foi duramente contestado pela população venezuelana, especialmente a de Caracas. Tal descontentamento popular ficou conhecido como Caracazo e é tido por muitos como a gênese do fenômeno Hugo Chávez (que soube construir sua liderança política ao longo da década de 1990, canalizando este descontentamento).
Até hoje não se sabe com certeza o número de vítimas no Caracazo. Pérez realizou um governo de corte neoliberal, mas as denúncias e escândalos de corrupção prosseguiram. Em 1992, foi alvo de duas tentativas de golpe de estado. Estes fatos foram os responsáveis pelo seu impeachment em 1993 (o primeiro e único presidente da história da Venezuela a ser impedido de exercer suas funções e o segundo presidente latino-americano depois de Fernando Collor de Mello do Brasil um ano antes).

## Pós presidência
Em 1997, Pérez rompeu com seu velho partido, a Acción Democrática e fundou sua própria agremiação política, pela qual elegeu-se senador no final da década de 1990. No entanto, com a chegada de Hugo Chávez ao poder, Carlos Andrés Pérez passou a ser visto como a encarnação de todos os males do passado (corrupção, repressão, enriquecimento ilícito, recessão etc.). Foi duramente perseguido pelo governo e justiça venezuelanos, fato este que levou ao seu auto-exílio entre a República Dominicana e Miami.
Carlos Andrés Pérez casou-se em primeiras núpcias com sua prima-irmã, Blanca Rodríguez, com quem teve seis filhos. Posteriormente, dela se divorciou, casando-se com sua antiga amante e secretária Cecilia Matos.